# Katholieke Voetbal Vereniging Quick '20
Il Katholieke Voetbal Vereniging Quick '20, comunemente noto come KVV Quick '20, è una società calcistica olandese con sede a Oldenzaal.

## Storia
Il KVV Quick fu fondato nel 1920. Attualmente partecipa alla Hofdklasse, non essendo riuscito a qualificarsi per la nuova terza serie olandese, la Topklasse.

## Stadio
Il KVV Quick disputa le sue partite casalinghe allo stadio Sportpark Vondersweijde, che può contenere 6500 spettatori.

## Colori
I colori del KVV Quick sono il bianco e il nero